# Llista de municipis de l'Aude
Llista dels 438 municipis del departament de l'Aude.
(CAC) Communauté d'agglomération del Carcassonnais, creada el 2002.

(CAN) Communauté d'agglomération de la Narbonnaise, creada el 2003.
| Codi INSEE | Codi Postal | Municipi                           |
| ---------- | ----------- | ---------------------------------- |
| 11001      | 11800       | Aigas Vivas                        |
| 11002      | 11320       | Airós                              |
| 11003      | 11300       | Ajac                               |
| 11004      | 11240       | Alanha                             |
| 11005      | 11290       | Alairac                            |
| 11006      | 11360       | Albàs                              |
| 11007      | 11330       | Albièras                           |
| 11008      | 11580       | Alet                               |
| 11009      | 11170       | Alzona                             |
| 11010      | 11190       | Antunhac                           |
| 11011      | 11600       | Argon                              |
| 11012      | 11120       | Argelièrs                          |
| 11013      | 11200       | Argens de Menerbés                 |
| 11014      | 11110       | Armissan (CAN)                     |
| 11015      | 11190       | Arcas                              |
| 11016      | 11220       | Arquetas                           |
| 11017      | 11140       | Artigues                           |
| 11018      | 11290       | Arzens                             |
| 11019      | 11140       | Aunat                              |
| 11020      | 11330       | Auriac                             |
| 11021      | 11140       | Atsat                              |
| 11022      | 11700       | Asilha                             |
| 11023      | 11800       | Badens                             |
| 11024      | 11100       | Bajas                              |
| 11025      | 11600       | Banhòlas                           |
| 11026      | 11410       | Baranha                            |
| 11027      | 11800       | Barbairan                          |
| 11028      | 11340       | Bèlcaire                           |
| 11029      | 11580       | Bèlcastèl, Buc                     |
| 11030      | 11410       | Bèlflor                            |
| 11031      | 11140       | Bèlfòrt de Rebentin                |
| 11032      | 11240       | Bèlagarda de Rasés                 |
| 11033      | 11420       | Bèlpuèg                            |
| 11034      | 11240       | Bèlvéser                           |
| 11035      | 11500       | Bèlvianes e Cavirac                |
| 11036      | 11340       | Belvís                             |
| 11037      | 11090       | Berriac (CAC)                      |
| 11038      | 11140       | Beceda de Saut                     |
| 11039      | 11300       | La Besòla                          |
| 11040      | 11200       | Bisanet (CAN)                      |
| 11041      | 11120       | Bisa                               |
| 11042      | 11700       | Blomac                             |
| 11043      | 11800       | Bolhonac                           |
| 11044      | 11190       | Boissa                             |
| 11045      | 11300       | Borièja                            |
| 11046      | 11300       | Borijòla                           |
| 11047      | 11140       | El Bosquet                         |
| 11048      | 11200       | Botenac                            |
| 11049      | 11150       | Bram                               |
| 11050      | 11500       | Brenac                             |
| 11051      | 11270       | Bresilhac                          |
| 11052      | 11390       | Brossa e Vilaret                   |
| 11053      | 11300       | Brugairolas                        |
| 11054      | 11400       | Les Brunèls                        |
| 11055      | 11190       | Bugarag                            |
| 11056      | 11160       | Cabrespina                         |
| 11057      | 11420       | Causac                             |
| 11058      | 11240       | Calhau                             |
| 11059      | 11240       | Calhavèl                           |
| 11060      | 11140       | Calhan                             |
| 11061      | 11240       | Campbiure                          |
| 11062      | 11140       | Campanha de Saut                   |
| 11063      | 11260       | Campanha d'Aude                    |
| 11064      | 11200       | Camplong d'Aude                    |
| 11065      | 11190       | Camps d'Aglin                      |
| 11066      | 11340       | Camurac                            |
| 11067      | 11200       | Canet d'Aude                       |
| 11068      | 11700       | Camppendut                         |
| 11069      | 11000       | Carcassona (CAC)                   |
| 11070      | 11170       | Carlipa                            |
| 11071      | 11360       | Caçcastèl de las Corbièras         |
| 11072      | 11270       | La Cassanha                        |
| 11073      | 11190       | Cassanhas                          |
| 11074      | 11320       | Les Casses                         |
| 11075      | 11160       | Castanhs                           |
| 11076      | 11400       | Castèlnòu d'Arri                   |
| 11077      | 11700       | Castèlnòu d'Aude                   |
| 11078      | 11300       | Castèlrenc                         |
| 11079      | 11390       | Caudabronda                        |
| 11080      | 11230       | Caudavalh                          |
| 11081      | 11160       | Caunas de Menerbés                 |
| 11083      | 11220       | Caunetas en Val                    |
| 11082      | 11250       | Cauneta de Lauquet                 |
| 11084      | 11170       | Caus e Sausens (CAC)               |
| 11085      | 11570       | Cavanac (CAC)                      |
| 11086      | 11510       | Las Cavas                          |
| 11087      | 11270       | Casalrenos                         |
| 11088      | 11570       | Casilhac (CAC)                     |
| 11089      | 11170       | Cena Monestièrs                    |
| 11090      | 11300       | Cépia                              |
| 11091      | 11230       | Eissalabra                         |
| 11092      | 11160       | Sitor                              |
| 11093      | 11140       | Al Clat                            |
| 11094      | 11250       | Clarmont                           |
| 11095      | 11700       | Comina                             |
| 11096      | 11340       | Comuns                             |
| 11098      | 11200       | Conilhac de las Corbièras          |
| 11097      | 11190       | Conilhac de la Montanha            |
| 11099      | 11600       | Concas d'Orbièl                    |
| 11100      | 11230       | Corbièras                          |
| 11101      | 11500       | Codons                             |
| 11102      | 11250       | Confolenç (CAC)                    |
| 11103      | 11190       | Coisan                             |
| 11104      | 11140       | Conosol                            |
| 11105      | 11300       | Cornanèl                           |
| 11106      | 11110       | Corsan (CAN)                       |
| 11107      | 11230       | Cortaulin                          |
| 11108      | 11240       | La Corteta                         |
| 11109      | 11190       | Costaussa                          |
| 11110      | 11220       | Costoja                            |
| 11111      | 11200       | Cruscadas                          |
| 11112      | 11190       | Cubièra                            |
| 11113      | 11350       | Cucunhan                           |
| 11114      | 11410       | Cumièrs                            |
| 11115      | 11390       | Cucçac de Cabardés                 |
| 11116      | 11590       | Cucçac d'Aude (CAN)                |
| 11117      | 11330       | Davejan                            |
| 11118      | 11330       | Darnacolheta                       |
| 11119      | 11300       | Ladinha d'Amont                    |
| 11120      | 11300       | Ladinha d'Aval                     |
| 11121      | 11240       | Donasac                            |
| 11122      | 11700       | Dosens                             |
| 11123      | 11350       | Dulhac jos Peirapertusa            |
| 11124      | 11360       | Durban de las Corbièras            |
| 11125      | 11360       | Embres e Castelmaur                |
| 11126      | 11200       | Escalas                            |
| 11127      | 11140       | Escolobre                          |
| 11128      | 11240       | Esculhens e Sant Just de Belengard |
| 11129      | 11260       | Esperasan                          |
| 11130      | 11340       | Espesèlh                           |
| 11131      | 11260       | Fa                                 |
| 11132      | 11200       | Fabresan                           |
| 11133      | 11220       | Fajac en Val                       |
| 11134      | 11410       | Fajac de la Relenca                |
| 11135      | 11140       | La Fajòla                          |
| 11136      | 11270       | Fanjaus                            |
| 11137      | 11330       | Felinas de Termenés                |
| 11138      | 11400       | Fendelha                           |
| 11139      | 11240       | Fenolhet                           |
| 11140      | 11200       | Ferrals de las Corbièras           |
| 11141      | 11240       | Ferran                             |
| 11142      | 11300       | Fèstas e Sant Andrieu              |
| 11143      | 11510       | Fulhan                             |
| 11144      | 11510       | Fitor                              |
| 11145      | 11560       | Fleury d'Aude (CAN)                |
| 11146      | 11800       | Flora                              |
| 11147      | 11140       | Fontanes                           |
| 11148      | 11700       | Fontcobèrta                        |
| 11149      | 11400       | Fonters                            |
| 11150      | 11310       | Fontiès Cabardés                   |
| 11151      | 11800       | Fontiès-d'Aude (CAC)               |
| 11152      | 11360       | Fontjoncosa                        |
| 11153      | 11270       | La Fòrça                           |
| 11154      | 11600       | Fornas                             |
| 11155      | 11190       | Forton                             |
| 11156      | 11600       | Fraisse Cabardés                   |
| 11157      | 11360       | Fraisse de las Corbièras           |
| 11158      | 11300       | Gajan e Viladieus                  |
| 11159      | 11270       | Gajan de la Selva                  |
| 11160      | 11140       | Galinagas                          |
| 11161      | 11250       | Gàrdia                             |
| 11162      | 11270       | Genervila                          |
| 11163      | 11140       | Ginclar                            |
| 11164      | 11120       | Ginestars                          |
| 11165      | 11500       | Ginòlas                            |
| 11166      | 11410       | Gorvièla                           |
| 11167      | 11240       | Gramasia                           |
| 11168      | 11500       | Granes                             |
| 11169      | 11250       | Grefuèlh                           |
| 11170      | 11430       | Grussan (CAN)                      |
| 11171      | 11230       | Guèitas e La Bastida               |
| 11172      | 11200       | Homps                              |
| 11173      | 11240       | Hounoux                            |
| 11174      | 11380       | Las Ilhas                          |
| 11175      | 11400       | Issèl                              |
| 11176      | 11220       | Jonquièras                         |
| 11177      | 11140       | Jocon                              |
| 11178      | 11320       | La Bastida d'Anjó                  |
| 11179      | 11220       | La Bastida en Val                  |
| 11180      | 11380       | La Bastida-Esparveirenca           |
| 11181      | 11400       | La Beceda                          |
| 11182      | 11310       | La Comba                           |
| 11183      | 11250       | Ladèrn de Lauquet                  |
| 11184      | 11420       | La Faja                            |
| 11185      | 11220       | La Grassa                          |
| 11186      | 11330       | Lairièra                           |
| 11187      | 11330       | Lanet                              |
| 11189      | 11390       | La Prada                           |
| 11302      | 11140       | Lapradelle-Puilaurens              |
| 11191      | 11330       | La Ròca de Fan                     |
| 11192      | 11400       | Las Bòrdas                         |
| 11193      | 11270       | La Sèrra de Prolha                 |
| 11194      | 11600       | Las Tors                           |
| 11195      | 11400       | Laurapuc                           |
| 11196      | 11270       | Laurac                             |
| 11197      | 11300       | Lauraguèl                          |
| 11198      | 11800       | Lauran                             |
| 11199      | 11290       | La Valeta (CAC)                    |
| 11200      | 11160       | Lespinassièra                      |
| 11201      | 11250       | Leuc (CAC)                         |
| 11202      | 11370       | Laucata                            |
| 11203      | 11200       | Lesinhan de las Corbièras          |
| 11204      | 11240       | Linhairòlas                        |
| 11205      | 11600       | Limosins                           |
| 11206      | 11300       | Limós                              |
| 11207      | 11300       | Lopian                             |
| 11208      | 11410       | La Lobièra Lauragués               |
| 11209      | 11190       | Luc d'Aude                         |
| 11210      | 11200       | Luc-sur-Orbieu                     |
| 11211      | 11300       | Magria                             |
| 11212      | 11120       | Malhac                             |
| 11213      | 11330       | Maisons                            |
| 11214      | 11300       | Malràs                             |
| 11215      | 11600       | Malvas                             |
| 11216      | 11300       | Malvièrs                           |
| 11217      | 11120       | Marcorinhan (CAN)                  |
| 11218      | 11410       | Marquènh                           |
| 11219      | 11140       | Marsa                              |
| 11220      | 11800       | Marselheta                         |
| 11221      | 11390       | Les Martins                        |
| 11222      | 11380       | Lo Mas de Cabardés                 |
| 11223      | 11570       | Mas dels Corts (CAC)               |
| 11224      | 11330       | Massac                             |
| 11225      | 11400       | Mas Santas Puèlas                  |
| 11226      | 11420       | Mairevila                          |
| 11227      | 11220       | Mayronnes                          |
| 11228      | 11240       | Maseròlas                          |
| 11229      | 11140       | Masubi                             |
| 11230      | 11140       | Merial                             |
| 11231      | 11410       | Mézerville                         |
| 11232      | 11380       | Miraval de Cabardés                |
| 11234      | 11400       | Miraval de Lauragués               |
| 11233      | 11120       | Mirapeisset                        |
| 11235      | 11580       | Missegre                           |
| 11236      | 11420       | Molandièr                          |
| 11238      | 11410       | Molevila                           |
| 11239      | 11410       | Montauriòl                         |
| 11240      | 11190       | Montasèls                          |
| 11241      | 11700       | Montbrun de las Corbièras          |
| 11242      | 11250       | Montclar                           |
| 11243      | 11320       | Montferrand                        |
| 11244      | 11140       | Montfòrt                           |
| 11245      | 11330       | Mongalhard                         |
| 11246      | 11240       | Montgradalh                        |
| 11247      | 11240       | Montaut                            |
| 11248      | 11800       | Montirat (CAC)                     |
| 11249      | 11230       | Montjardin                         |
| 11250      | 11330       | Montjòi                            |
| 11251      | 11220       | Montlaur                           |
| 11252      | 11320       | Montmaur                           |
| 11253      | 11170       | Montoliu                           |
| 11254      | 11290       | Montreal                           |
| 11255      | 11100       | Montredon de las Corbièras (CAN)   |
| 11256      | 11200       | Montseret                          |
| 11257      | 11800       | Monza                              |
| 11258      | 11120       | Mossan (CAN)                       |
| 11259      | 11170       | Mossolens                          |
| 11260      | 11330       | Motomet                            |
| 11261      | 11700       | Mos                                |
| 11262      | 11100       | Narbona (CAN)                      |
| 11263      | 11500       | Nebiàs                             |
| 11264      | 11200       | Nevian (CAN)                       |
| 11265      | 11140       | Niòrt de Saut                      |
| 11267      | 11200       | Ornasons                           |
| 11268      | 11270       | Orsans                             |
| 11269      | 11590       | Auvelhan (CAN)                     |
| 11270      | 11350       | Padèrn                             |
| 11271      | 11330       | Palairac                           |
| 11272      | 11570       | Palajan (CAC)                      |
| 11188      | 11480       | La Pauma                           |
| 11273      | 11200       | Parasan                            |
| 11274      | 11300       | Paulinha                           |
| 11275      | 11410       | Pairan                             |
| 11276      | 11350       | Pasiòls                            |
| 11277      | 11420       | Puèg-Aric e Le Pin                 |
| 11278      | 11420       | Puèg-Lunan                         |
| 11279      | 11610       | Puègnautièr (CAC)                  |
| 11280      | 11700       | Pepius                             |
| 11281      | 11150       | Puègsiuran                         |
| 11282      | 11230       | Pèirafita del Rasés                |
| 11283      | 11420       | Pèirafita                          |
| 11284      | 11400       | Peirens                            |
| 11285      | 11440       | Peiriac de Mar (CAN)               |
| 11286      | 11160       | Peirac de Menerbés                 |
| 11287      | 11190       | Peiròlas                           |
| 11288      | 11170       | Pesens (CAC)                       |
| 11289      | 11300       | Piussa                             |
| 11290      | 11420       | Planha                             |
| 11291      | 11270       | Planvialar                         |
| 11292      | 11400       | La Pomareda                        |
| 11293      | 11250       | Pomars                             |
| 11294      | 11300       | Pontmir                            |
| 11295      | 11490       | Portèl de las Corbièras            |
| 11266      | 11210       | La Novèla                          |
| 11296      | 11120       | Posòls de Menerbés                 |
| 11297      | 11380       | Pradèlas Cabardés                  |
| 11298      | 11220       | Pradèlas en Val                    |
| 11299      | 11250       | Preissa (CAC)                      |
| 11300      | 11400       | Puginièr                           |
| 11301      | 11700       | Puèg-eric                          |
| 11302      | 11140       | Lapradèlas-Puèglaurenç             |
| 11303      | 11230       | Puègverd                           |
| 11304      | 11500       | Quilhan                            |
| 11305      | 11360       | Quintilhan                         |
| 11306      | 11500       | Quirbajon                          |
| 11307      | 11200       | Raissac d'Aude (CAN)               |
| 11308      | 11170       | Raissac de Lampi                   |
| 11190      | 11700       | La Redòrta                         |
| 11309      | 11190       | Rènnas del Castèl                  |
| 11310      | 11190       | Les Banhs de Rènnas                |
| 11311      | 11220       | Ribauta                            |
| 11312      | 11270       | Riboissa                           |
| 11313      | 11400       | Ricaud                             |
| 11314      | 11220       | Rius en Val                        |
| 11315      | 11160       | Rius de Menerbés                   |
| 11316      | 11230       | Rivèlh                             |
| 11317      | 11140       | Redoma                             |
| 11318      | 11700       | Ròcacorba de Menerbés              |
| 11319      | 11380       | Ròcafèra                           |
| 11320      | 11340       | Ròcafuèlh                          |
| 11321      | 11140       | Ròcafòrt de Saut                   |
| 11322      | 11540       | Ròcafòrt de las Corbièras          |
| 11323      | 11300       | Ròcatalhada                        |
| 11324      | 11200       | Robian                             |
| 11325      | 11250       | Rofiac d'Aude (CAC)                |
| 11326      | 11350       | Rofiac de las Corbièras            |
| 11327      | 11290       | Rollens (CAC)                      |
| 11328      | 11240       | Rotièr                             |
| 11329      | 11260       | Rovenac                            |
| 11330      | 11800       | Rosticas                           |
| 11331      | 11270       | Sant Amanç                         |
| 11332      | 11200       | Sant Andrieu de Ròcalonga          |
| 11333      | 11230       | Sant Benaset                       |
| 11337      | 11700       | Sant Coat d'Aude                   |
| 11338      | 11300       | Sant Coat de Rasés                 |
| 11339      | 11310       | Sant Danís                         |
| 11334      | 11410       | Santa Camelle                      |
| 11335      | 11140       | Santa Coloma de Rocafort           |
| 11336      | 11230       | Santa Colombe-sur-l'Hers           |
| 11340      | 11170       | Santa Aulària                      |
| 11366      | 11120       | Sainte-Valière                     |
| 11341      | 11500       | Sant Ferriòl                       |
| 11342      | 11800       | Sant Frichós                       |
| 11343      | 11270       | Sant Gauderic                      |
| 11344      | 11250       | Sant Ilari                         |
| 11345      | 11360       | Sant Joan de Barro                 |
| 11346      | 11260       | Sant Joan de Paracòl               |
| 11347      | 11500       | Sant Jolian de Bèc                 |
| 11348      | 11270       | Sant Julian                        |
| 11350      | 11500       | Saint-Just-et-le-Bézu              |
| 11351      | 11220       | Saint-Laurent-de-la-Cabrerisse     |
| 11352      | 11500       | Saint-Louis-et-Parahou             |
| 11353      | 11120       | Sant Marcèl                        |
| 11354      | 11220       | Sant Martin dels Poses             |
| 11355      | 11300       | Sant Martin de Vilareglan          |
| 11356      | 11400       | Sant Martin la Landa               |
| 11357      | 11170       | Sant Martin le Vièlh               |
| 11358      | 11500       | Sant Martin de Lis                 |
| 11359      | 11410       | Sant Miquèl                        |
| 11360      | 11120       | Sant Nazari                        |
| 11361      | 11400       | Sant Pàpol                         |
| 11362      | 11320       | Sant Paulet                        |
| 11363      | 11220       | Sant Pèire dels Camps              |
| 11364      | 11300       | Sant Policarp                      |
| 11365      | 11420       | Sant Sarnin                        |
| 11367      | 11310       | Saissac                            |
| 11368      | 11600       | Salèlas Cabardés                   |
| 11369      | 11590       | Salèlas d'Aude                     |
| 11370      | 11110       | Salas d'Aude (CAN)                 |
| 11371      | 11410       | Salas d'Èrs                        |
| 11372      | 11600       | Salsinha                           |
| 11373      | 11140       | Salvesinas                         |
| 11374      | 11330       | Salzan                             |
| 11375      | 11240       | Senhalens                          |
| 11376      | 11190       | La Serpent                         |
| 11377      | 11190       | Sèrras                             |
| 11378      | 11220       | Serviès                            |
| 11379      | 11130       | Sijan                              |
| 11380      | 11230       | Sonac                              |
| 11381      | 11190       | Sogranha                           |
| 11382      | 11400       | Solhanèls                          |
| 11383      | 11400       | Solha                              |
| 11384      | 11350       | Solatge                            |
| 11385      | 11320       | Sopèrs                             |
| 11386      | 11220       | Talairan                           |
| 11387      | 11220       | Taurisa                            |
| 11388      | 11330       | Tèrmes                             |
| 11389      | 11580       | Terroles                           |
| 11390      | 11200       | Tesan                              |
| 11391      | 11380       | La Torreta Cabardés                |
| 11392      | 11220       | Tornissan                          |
| 11393      | 11200       | Torosèla                           |
| 11394      | 11300       | Torrelhas                          |
| 11395      | 11160       | Trassanèl                          |
| 11396      | 11160       | Traussan                           |
| 11397      | 11800       | Trebes (CAC)                       |
| 11398      | 11510       | Trelhas                            |
| 11399      | 11400       | Trevila                            |
| 11400      | 11230       | Tresièr                            |
| 11401      | 11350       | Tuissan                            |
| 11402      | 11580       | Valmigièira                        |
| 11404      | 11610       | Ventenac Cabardés                  |
| 11405      | 11120       | Ventenac Riba d'Aude               |
| 11406      | 11580       | Verasan                            |
| 11407      | 11400       | Verdun de Lauragués                |
| 11408      | 11250       | Verzelha                           |
| 11409      | 11330       | Vinhavièlha                        |
| 11410      | 11600       | Vilalièr                           |
| 11411      | 11600       | Vilanièra                          |
| 11412      | 11580       | Vilardebèla                        |
| 11413      | 11600       | Vilardonèl                         |
| 11414      | 11220       | Le Vilar en Val                    |
| 11415      | 11250       | Le Vilar                           |
| 11416      | 11600       | Vilarzèl Cabardés                  |
| 11417      | 11300       | Vilarzèl de Rasés                  |
| 11418      | 11150       | Le Vilar                           |
| 11419      | 11420       | Vilauton                           |
| 11420      | 11250       | Vilabasin                          |
| 11421      | 11200       | Viladanha (CAN)                    |
| 11422      | 11800       | Viladubèrt (CAC)                   |
| 11423      | 11570       | Vilaflora                          |
| 11424      | 11230       | Vilafòrt                           |
| 11425      | 11600       | Vilagalhenc                        |
| 11426      | 11600       | Vilaglin                           |
| 11427      | 11300       | Vilalonga d'Aude                   |
| 11428      | 11310       | Vilamanha                          |
| 11429      | 11620       | Vilamostausson (CAC)               |
| 11430      | 11400       | Vilanòva la Comptal                |
| 11431      | 11360       | Vilanòva de las Corbièras          |
| 11432      | 11290       | Vilanòva de Montreal               |
| 11433      | 11160       | Vilanòva de Menerbés               |
| 11434      | 11150       | Vilapinta                          |
| 11435      | 11330       | Vilaroja Termenés                  |
| 11436      | 11360       | Vilasèca de las Corbièras          |
| 11437      | 11170       | Vilaseca-Landa                     |
| 11438      | 11150       | La Mòta                            |
| 11439      | 11170       | Vilaspin                           |
| 11440      | 11220       | Vilatritols                        |
| 11441      | 11110       | Vinassan (CAN)                     |
| 11251      | 11220       | Val de Danha                       |